# Didaktik Kompakt
Didaktik Kompakt je počítač z rodiny počítačů Didaktik kompatibilní s počítačem Sinclair ZX Spectrum vyráběný výrobním družstvem Didaktik Skalica. Jedná se o poslední počítač v řadě těchto počítačů, následníka počítače Didaktik M. V době svého uvedení ale počítač už neměl šanci na výraznější úspěch, protože nemohl konkurovat šestnáctibitovým počítačům.
Pod názvem Didaktik Kompakt byly vyráběny také joysticky k počítači Didaktik Kompakt.

## Charakteristika počítače
V podstatě se jedná o počítač Didaktik M s integrovanou disketovou jednotkou Didaktik 80. Počítač je programově plně kompatibilní s počítačem ZX Spectrum, problémy mohou být způsobeny některými změnami v obsahu paměti ROM. Stejně jako Didaktik Gama obsahuje i interface 8255, který je využit i pro připojení Kempston joysticku.
Klávesnice počítače je totožná s klávesnicí počítače Didaktik M, kvůli vestavěné disketové jednotce počítač navíc reaguje na stisk kombinace kláves Caps Shift, šipka vlevo a šipka vpravo vyvoláním funkce SNAP.
Pro joysticky jsou používány konektory Canon-9, zapojení konektoru je podle standardu Atari. U joysticků připojených jako Kempston joystick funguje i autofire.
Počítač je vybavený pulsním zdrojem, který byl na rozdíl od předcházejících počítačů umístěn dovnitř počítače.
K počítači lze jako druhou jednotku připojit disketovou jednotku Didaktik 40 a Didaktik 80, i jejich varianty bez řadiče Didaktik 40B a Didaktik 80B. Jako druhou jednotku je možné připojit také druhý počítač Didaktik Kompakt.
Počítač se v roce 1993 prodával za 6990 Sk. Jedna disketa stála 30 Sk a dvojice joysticků 590 Sk.
Deska plošného spoje Didaktiku Kompakt je použita také v počítači Kompakt profesional (tento počítač nebyl vyráběn výrobním družstvem Didaktik ve Skalici, ale společně s počítačem Kompakt 128 jeho autorizovaným servisem ve Veselí nad Moravou).

## Technické informace
- procesor: Z80, 4 MHz,
- paměť RAM: 50 KiB,[p 2]
- paměť ROM: 30 KiB,[p 2]
- řadič disketové jednotky: WD2797.[2]

Počítač má ve skutečnosti 64KiB obvody paměti RAM a 32KiB obvod paměti ROM, využito je pouze 50 KiB RAM a 30 KiB paměti ROM. Adresový prostor od 0 do 14335 paměti RAM není přístupný, neboť je vžďy překrytý pamětí ROM. Rozsah paměti RAM od adresy 14336 od 16383 je přístupný pouze při přistránkované ROM s M-DOSem a překrývá část paměti ROM. Část paměti RAM a část paměti ROM zůstávají nevyužity.
Sinclair BASIC je umístěn ve spodní polovině paměti ROM, M-DOS je umístěn v horní polovině paměti ROM.

### Používané porty
| desítkově | šestnáctkově | význam                                                               |
| 254       | FE           | klávesnice, magnetofon, reproduktor, barva okraje, Sinclair joystick |
| 129       | 81           | řadič WD2797                                                         |
| 131       | 83           | řadič WD2797                                                         |
| 133       | 85           | řadič WD2797                                                         |
| 135       | 87           | řadič WD2797                                                         |
| 137       | 89           | výběr disketových jednotek, spuštění motorů                          |
| 31        | 1F           | brána A interface 8255, Kempston joystick                            |
| 63        | 3F           | brána B interface 8255                                               |
| 95        | 5F           | brána C interface 8255                                               |
| 127       | 7F           | řídicí registr interface 8255                                        |

### Stránkování paměti
Paměť ROM s M-DOSem je připojena při skoku programu na adresy 0, 8 a odpojena při skoku na adresu 5888 (šestnáctkově 1700).
|  | 65535 49152 | RAM |           |
|  | 49151 32768 | RAM |           |
|  | 32767 16384 | RAM |           |
|  | 16383 14336 | ROM | RAM       |
|  | 14335 0     | ROM | M-DOS ROM |

## Joystick Didaktik Kompakt

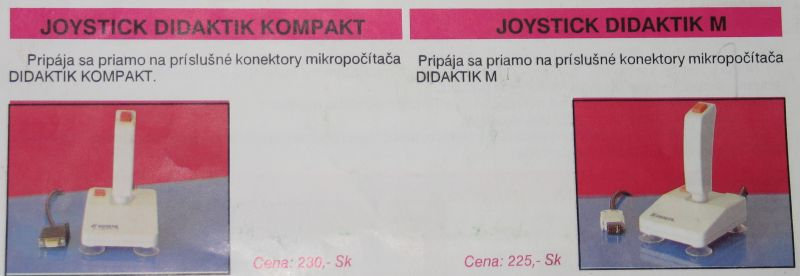
Joysticky Didaktik Kompakt a Didaktik M v katalogu Didaktik Skalica

Joysticky Didaktik Kompakt se vyráběly speciálně pro počítače Didaktik Kompakt, barevně jsou ve stejném barevném provedení jako počítač, jejich přední část je zešikmená stejně jako počítač. Mají dvě tlačítka spojená paralelně jsou v oranžové barvě, jedno je umístěno na vrcholu joysticku a druhé na základní části joysticku. Joysticky Didaktik Kompakt se od joysticků Didaktik M liší pouze použitými konektory pro připojení k počítači.